# Schweizerische Evangelische Allianz
Die Schweizerische Evangelische Allianz SEA ist ein Verband evangelischer Gemeinden aus Landes- und Freikirchen, christlicher Organisationen und Einzelpersonen vornehmlich evangelikaler Ausrichtung. Ziele der Arbeit sind nach eigenen Aussagen die Förderung der Einheit und der Zusammenarbeit evangelischer Christen, Öffentlichkeitsarbeit und die Unterstützung von Gemeinden und Christen bei der Verkündigung des Evangeliums. Die Arbeit der Evangelischen Allianz in der Schweiz ist in zwei unabhängige landessprachliche Verbände gegliedert: die Schweizerische Evangelische Allianz SEA für die Deutschschweiz und das Réseau Evangélique Suisse RES für die Romandie. Zusammen bilden die beiden Verbände einen nationalen Dachverband SEA-RES.

## Organisation
Der SEA gehören etwa 479 lokale landeskirchliche und freikirchliche Gemeinden sowie über 179 christliche Organisationen an. Nach eigenen Schätzungen gehören insgesamt etwa 200'000 Personen zu ihrer Basis.
Die etwa 68 Sektionen der SEA sind lokale Zusammenschlüsse von christlichen Kirchen und lokal arbeitenden Werken. Sie sind stimmberechtigte Mitglieder. Die Schweizerische Evangelische Allianz SEA ist föderalistisch orientiert, so dass sich die einzelnen Sektionen im Organisationsgrad stark unterscheiden können.
Der SEA sind ausserdem 16 Arbeitsgemeinschaften angegliedert:
- Arbeitsgemeinschaft Christian Public Affairs (CPA)
- Arbeitsgemeinschaft DenkBar
- Arbeitsgemeinschaft Evangelischer Missionen (AEM)
- Arbeitsgemeinschaft Forum Ehe+Familie (FEF)
- Arbeitsgemeinschaft für Religionsfreiheit (AGR)
- Arbeitsgemeinschaft Gemeinsam gegen Grenzverletzungen
- Arbeitsgemeinschaft Glaube und Behinderung (GUB)
- Arbeitsgemeinschaft Interaction (IA)
- Arbeitsgemeinschaft Interkulturell
- Arbeitsgemeinschaft Jugend
- Arbeitsgemeinschaft Klima Energie Umwelt (AKU)
- Arbeitsgemeinschaft Kunst & Kultur (ARTS+)
- Arbeitsgemeinschaft Landeskirchen-Forum (LKF)
- Arbeitsgemeinschaft Medien (AGM)
- Arbeitsgemeinschaft Perspektive 3D
- Institut für Islamfragen

Die Organe der SEA sind die Delegiertenversammlung, der Vorstand und eine Revisionsstelle:
- Die Delegiertenversammlung setzt sich zusammen aus den Delegierten der Sektionen und der Kollektivmitglieder, dem Vorstand und Einzelmitgliedern für politische Gemeinden ohne Sektion oder Kollektivmitglied.
- Der Vorstand der SEA besteht zumeist aus 6–9 Personen. Präsident ist seit 2022 Beat Ungricht, der auf Willfried Gasser folgte. Die Generalsekretäre (Geschäftsführer) gehören dem Vorstand mit beratender Stimme an. Dies sind seit Mai 2020 Andi Bachmann-Roth, ehemaliger Jugendbeauftragter der SEA, und seit Oktober 2022 Viviane Krucker-Baud. Sie folgte auf Marc Jost, der in die Politik wechselte.[4]
- Die Revisionsstelle prüft jährlich die vom Vorstand vorgelegte Jahresrechnung der SEA. Diese Kontrollstelle wird jeweils für ein Jahr gewählt und kann sich aus zwei natürlichen Personen zusammensetzen, die nicht dem Vorstand angehören, oder es kann eine anerkannte Revisionsgesellschaft sein.[5]

### Jugendallianz
Der Bereich Jugendarbeit wird innerhalb der SEA als Jugendallianz bezeichnet. Seit 2020 ist Jaël Binggeli die Jugendbeauftragte.

## Vision und Arbeitsweise
Unter dem Slogan „gemeinsam besser“ fördert die SEA die Zusammenarbeit evangelischer Christen sowie anderer Glaubenskonfessionen und Denominationen. Dies geschieht mit drei Schwerpunkten: Unter dem Stichwort „Gemeinschaft fördern“ wird das Miteinander einzelner Christen aus unterschiedlichen Kirchen und Gemeinden und die Zusammenarbeit unter christlichen Gemeinden und Werken gefördert. Als Zweites will die SEA „Gesellschaft verändern“, indem sie zu aktuellen gesellschaftlichen Fragen Stellung nimmt. Schliesslich realisiert und unterstützt die SEA unter der Überschrift „Glauben teilen“ Projekte, die die verständliche Vermittlung der Inhalte des christlichen Glaubens zum Ziel haben.
Dazu werden lokale Allianzen gebildet und der Informationsaustausch, auch über die lokalen Sektionen hinaus, gefördert. Bei der Entwicklung von missionarischen und sozialen Diensten im Rahmen gemeinnütziger Institutionen steht die SEA beratend zur Seite. Zudem gibt es Arbeitsgemeinschaften unter dem Dach der SEA, in denen sich Experten und Organisationen mit dem gleichen Fokus zu Netzwerken zusammenschliessen, und so zum Wohl der Gesellschaft beitragen sollen.
Die SEA nimmt für sich in Anspruch, eine Stimme evangelischer Christen in der Öffentlichkeit zu sein. Sie nimmt Stellung zu aktuellen ethischen Fragen in Gesellschaft und Wirtschaft und organisiert regelmässige Gebetsveranstaltungen wie beispielsweise der Allianzgebetswoche.
Aus einer Initiative der SEA wurde 1990 der Ehrenkodex ins Leben gerufen, weil es für die meisten christlich geprägten Organisationen nicht möglich war, das Gütesiegel der Zewo zu beantragen. Die Pionierarbeit der SEA, mit einem Ehrenkodex mehr Übersicht im farbenreichen Feld christlicher Organisationen zu schaffen, ist auf grosse Beachtung gestossen: Bei den Organisationen, bei Spendern und nicht zuletzt in der Öffentlichkeit. Im Juli 2017 wurde die Zertifizierungsarbeit der unabhängigen Stiftung Ehrenkodex übergeben. Aktuell tragen 56 christliche Organisationen das Gütesiegel Ehrenkodex und legen Rechenschaft ab über ein Spendenvolumen von über 210 Mio. Franken pro Jahr.
Im November 2022 hat die SEA mit der Armeeseelsorge eine Partnerschaft abgeschlossen. Hierbei werden mit der Empfehlung der SEA Seelsorger aus christlichen Kirchen und Werken des SEA Netzwerks für einen Dienst in der Armeeseelsorge empfohlen.
Die Schweizerische Evangelische Allianz ist ein Teil der Europäischen Evangelischen Allianz (EEA) und der Weltweiten Evangelischen Allianz (WEA).

## Geschichte
Anlass für die schweizerische Allianzbewegung war das vielfältige Kontaktnetz unter den erweckten Geistlichen rund um den Genfer Réveil, Christentumsgesellschaft in Basel und Basler Mission, aber auch den vielenorts in der Schweiz wirkenden Herrnhutern. Zudem spielten die Kontakte zu den erweckten Kreisen in anderen Ländern eine wichtige Rolle, vor allem Deutschland, Niederlande, England und Schottland, Frankreich und USA, etwas später auch Skandinavien.
In Genf fand auf Anregung des dortigen Allianzkomitees ab dem 1. September 1861 die vierte General Conference der Weltweiten Evangelischen Allianz statt mit über 2.000 Teilnehmenden, davon etwa 600 von ausserhalb der Schweiz. Die meisten gehörten aber nicht zum Mitgliederkreis oder näheren Umfeld der Allianz. Die Genfer Lokalbevölkerung trug mit ihrem stimmungsvollen Gesang in der romanischen Kathedrale de St. Pierre viel dazu bei. An der Konferenz wurden unter anderem Themenfelder erörtert wie Sonntagsheiligung, Lage der Arbeiterschaft, Mission im Ausland, Skeptizismus, Rationalismus oder Genfer Reformation. Der Göttinger Systematiker Isaak August Dorner referierte am Vormittag des 10. September 1861 über Recht und Grenzen des Individualismus in der protestantischen Theologie, was im Urteil von Gerhard Lindemann von Bedeutung für das Selbstverständnis der Allianz war. In der Allianz-nahen Zeitschrift Evangelical Christendom wurde das Ereignis als Ökumenische Konferenz von Genf bezeichnet.
Aus den bis dahin regionalen Allianzgruppen entstand mit ihrer ersten Versammlung am 28. Oktober 1875 in Lausanne mit Delegierten aus Genf, Neuenburg, Bern, Berner Jura, Zürich, Basel und Lausanne die nationale Schweizerische Evangelische Allianz. Der Schweizer Zweig der Evangelischen Allianz ist aus dem französischsprachigen Zweig der Allianz hervorgegangen. Am 6. Juni 1877 kam die SEA in Lausanne zu ihrer ersten Generalversammlung zusammen. Die junge Organisation machte im zeitgenössischen Urteil der britischen Allianz mutige Fortschritte. Im Jahr 2022 feierte die SEA ihr 175. Jubiläum.

## Positionen

### Glaubensbasis
Seit der Gründung vor 175 Jahren bildet eine «Glaubensbasis» die inhaltliche Grundlage der SEA. In den Statuten wird in Artikel 4 auf diese Glaubensbasis verwiesen. In der jüngeren Vergangenheit wurde dieser Artikel um zwei Dokumente der Lausanner-Bewegung ergänzt: die Lausanner Verpflichtung aus dem Jahr 1974 und die Kapstadt-Verpflichtung aus dem Jahr 2010. Aus den Dokumenten wird klar: Die Allianz ist eine Bewegung, die sich auf Grundlage der Bibel dem gemeinsamen Gebet und dem gemeinsamen Dienst an den Menschen verpflichtet weiss. Die Glaubensbasis dient den Mitgliedern aus unterschiedlichen Traditionen als theologische Kooperationsgrundlage für das gemeinsame Engagement. Zudem schafft sie Transparenz und verhilft der SEA zu einer öffentlichen Identität. Dagegen haben weder die Glaubensbasis noch die anderen Grundlagendokumente den Charakter von kirchlichen Bekenntnissen. Sie haben eine wichtige Bedeutung für ein lebendiges Miteinander, indem sie das Verbindende zum Ausdruck bringen, können aber dieses Miteinander nicht schaffen.
Bei einem Beschluss der Delegiertenversammlung der SEA am 27. August 2020 gingen folgende Punkte zur Glaubensbasis hervor:
1. Wir glauben an den dreieinen Gott, Vater, Sohn und Heiliger Geist. Er hat die Welt erschaffen, er liebt sie und erhält sie. Darin zeigt er seine Souveränität und Gnade.
2. Die Bibel, bestehend aus den Schriften des Alten und Neuen Testaments, ist Offenbarung des dreieinen Gottes. Sie ist von Gottes Geist eingegeben, zuverlässig und höchste Autorität in allen Fragen des Glaubens und der Lebensführung.
3. Der Mensch besitzt als Ebenbild Gottes eine unverwechselbare Würde. Er ist als Mann und Frau geschaffen. Er ist durch Sünde und Schuld von Gott getrennt.
4. Jesus Christus, der Mensch gewordene Sohn Gottes, ist stellvertretend für alle Menschen gestorben. Sein Opfertod allein ist die Grundlage für die Vergebung von Schuld, für die Befreiung von der Macht der Sünde und für den Freispruch in Gottes Gericht.
5. Jesus Christus, durch Gott von den Toten auferweckt, ist der einzige Weg zu Gott. Der Mensch wird allein durch den Glauben an ihn durch Gottes Gnade gerecht gesprochen.
6. Durch den Heiligen Geist erkennen Menschen Gott. Der Heilige Geist schafft durch die Wiedergeburt neues Leben und befähigt die Gläubigen, nach Gottes Willen zu leben. Er schenkt ihnen Gaben zum Dienen.
7. Jesus Christus baut seine weltweite Gemeinde. Er beruft und befähigt die Gläubigen, das Evangelium zu verkündigen und liebevoll und gerecht zu handeln.
8. Jesus Christus wird für alle sichtbar in Macht und Herrlichkeit wiederkommen, die Lebenden und die Toten richten und das Reich Gottes vollenden. Er wird einen neuen Himmel und eine neue Erde schaffen.[17]

### Stellungnahmen
Die SEA nimmt Stellung zur Religionsfreiheit, Wirtschaftskrise, Suizidbeihilfe, Kunst oder zum Klimawandel sowie weiteren gesellschaftlich relevanten Themengebieten. Die SEA-Dokumentationen und Stellungnahmen beleuchten Themen aus der Sicht einer christlichen und biblischen Ethik.